# Rallenflöter
Der Rallenflöter (Eupetes macrocerus) ist eine Vogelart, die auf der Malaiischen Halbinsel, Sumatra und Borneo verbreitet ist. Er ist die einzige Art der Gattung Eupetes. Während er früher zu den Timalien (Timalidae) und später zu den Laufflötern (Orthonychidae) gestellt wurde, wird er heute in einer eigenen Familie Eupetidae geführt. In diese wurden bis vor kurzem einige scheinbar ähnliche Arten eingegliedert, mittlerweile wird sie aber als monotypisch angesehen.
Der Rallenflöter ist meist selten, lokal aber teils recht häufig. Vermutlich wird der Bestand aufgrund der heimlichen Lebensweise meist unterschätzt. Wegen der schnell voranschreitenden Abholzung der Wälder in der Region wurde die Art von der IUCN auf die Vorwarnliste (Gefährdungskategorie near threatened) gesetzt.

## Beschreibung

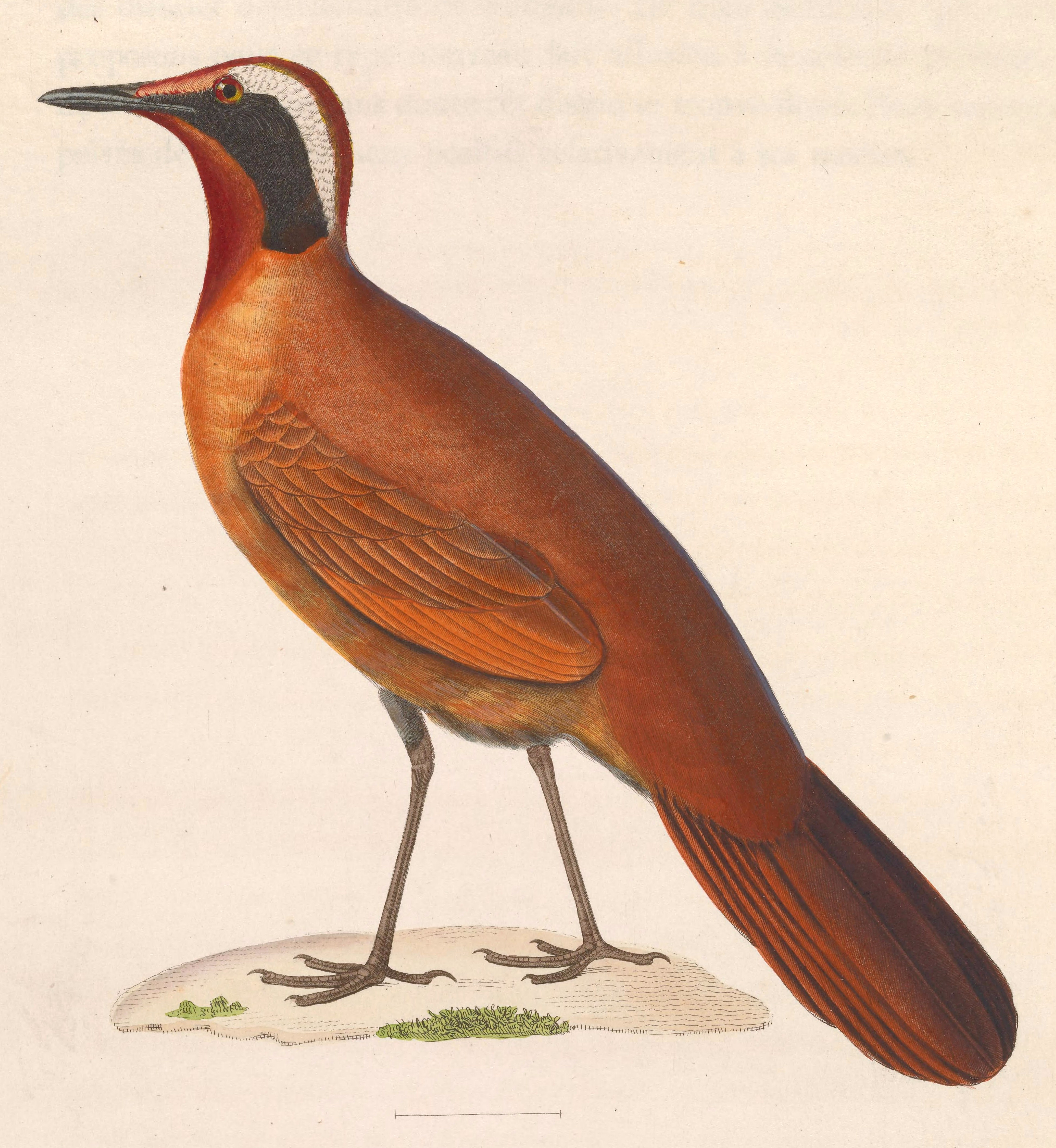
Rallenflöter (Historische Illustration von 1838)

Der Rallenflöter ist mit 28–30 cm Körperlänge etwa amselgroß. Das Gewicht liegt zwischen 66 und 72 g. Der recht schlanke Vogel hat einen langen Hals und ist ziemlich langschwänzig und hochbeinig. Schnabel, Füße und Beine sind schwarz, die Iris ist braun. Ein Sexualdimorphismus ist nicht vorhanden.
Der breite weiße Überaugenstreif beginnt kurz vor dem Auge und erstreckt sich bis auf die Halsseiten. Unterhalb desselben erstreckt sich ein breiter schwarzer Streifen von der Schnabelbasis und dem Zügel über Ohrdecken und Bartstreif, ebenfalls bis auf die Halsseiten. Darunter anschließend findet sich am Hals ein blaues, unbefiedertes Feld. Bei der Nominatform ist die Stirn lebhaft ockerfarben. Die kastanienfarbene Färbung von Scheitel, Hinterkopf und Nacken verläuft in das rötliche Braun der übrigen Oberseite. Kinn, Kehle und vorderer Hals sind lebhaft kastanienfarben. Die übrige Unterseite ist ockerbraun und an der Brust kastanienfarben, am Bauch gräulich überlaufen. Die Schwingen sind mattbraun mit goldbraunen Säumen an den Außenfahnen. Die ockerbeigen Oberflügeldecken sind ebenfalls goldbraun gesäumt; die Unterflügeldecken sind rötlich braun. Die Oberschwanzdecken sind etwas lebhafter gefärbt als die Oberseite; die Steuerfedern sind rotbraun mit ockerfarbenen Säumen.
Vögel im ersten Jahr sind matter gefärbt als adulte Tiere. Die Stirn ist grau und die Kehle weiß. Die Unterseite ist braungrau.

## Stimme
Der namensgebende Gesang wird von einer erhöhten Position, wie etwa von einem umgefallenen, verrottenden Baumstamm aus vorgetragen. Der Vogel knickt mit den Beinen ein, senkt den Körper nach vorne ab und streckt Kopf und Hals aus. Der Schwanz ist erhoben und wird auf- und abbewegt. Einleitend werden zwei oder drei, nur aus nächster Nähe hörbare, gackernde Laute vorgebracht. Darauf folgt ein zaghaft wirkendes, monotones Pfeifen, das in der Lautstärke ansteigt. Dabei werden die nackten, blauen Felder an den Halsseiten aufgeblasen.
Der vermutliche Kontaktruf wird als tok beschrieben, ein froschähnliches, gackerndes goink ist möglicherweise der Alarmruf.

## Geografische Variation
Es werden zwei Unterarten anerkannt. Die Unterart E. m. borneensis unterscheidet sich von der Nominatform durch einen lebhafter braunen Kopf, eine – vor allem auf dem Schwanz – rötlichere Oberseite und ausgedehnteren rotbraunen Partien auf der Unterseite.
- E. m. macrocerus Temminck, 1831 – südliches Thailand, Malaiische Halbinsel und Sumatra.
- E. m. borneensis Robinson & Kloss, 1921[2] – nördliches Borneo.

## Lebensweise
Der Rallenflöter lebt in ausgedehnten Primärwäldern und Forsten mit geschlossenem Kronendach, ausgeprägter Stratifikation und dichter bis relativ lockerer Krautschicht. Auch Sumpfwälder und Kerangas werden besiedelt. Die Höhenverbreitung reicht vom Flachland bis in die Randbereiche der Bergwälder. Auf der Malaiischen Halbinsel ist die Art bis in 1300 m, auf Sumatra und Borneo bis in 900 m Höhe zu finden.
Der Rallenflöter ernährt sich von Insekten wie Zikaden oder Käfern. Spinnen ergänzen das Nahrungsspektrum. Die Beute wird auf dem Waldboden schreitend gesucht und bisweilen rennend verfolgt. Die Art ist recht heimlich. Bei Gefahr fliegt sie nicht auf, sondern läuft davon und sucht ein Versteck auf.
Gelege wurden Ende Januar oder Anfang Februar gefunden, Jungvögel wurden im Juni beobachtet. Das Nest ist ein loser, napfförmiger Bau aus Pflanzenfasern. In einem dokumentierten Fall stand es 30 cm hoch in einer Ansammlung aus Falllaub zwischen den Stängeln einer Pflanze. Das Gelege besteht aus zwei weißen Eiern.